# آکادمی ارتش یونان
آکادمی ارتش یونان (یونانی: Στρατιωτική Σχολή Ευελπίδων) دانشگاه نظامی زیرمجموعه ارتش یونان است، که در سال ۱۸۲۸ تأسیس شد.
این مدرسه، دانشکده افسری ارتش یونان و قدیمی‌ترین موسسه آموزشی سطح سوم در یونان است. این مدرسه در سال ۱۸۲۸ در نافپلیو توسط ایوانیس کاپودیستریاس، اولین فرماندار دولت مدرن یونان، تأسیس شد. این مدرسه اغلب توسط وب‌سایت‌ها و مجلات مختلف به عنوان یکی از ۱۰ آکادمی نظامی برتر در سراسر جهان فهرست می‌شود.